# Dina Meza
Dina Meza (Cofradía, 1962) es una periodista hondureña, defensora de los derechos humanos, y fundadora del Centro Pen Honduras, una organización de defensa de la libertad de información que ofrece apoyo a periodistas amenazados.

## Trayectoria
Meza pone su foco de trabajo en el abuso y vulneración de los derechos humanos. En 1989, su hermano mayor fue secuestrado y torturado por el ejército de Honduras, y esta experiencia le motivó para empezar a informar de los abusos de derechos humanos en su país. También cita a sus tres hijos como motivación para continuar con su trabajo, a pesar de los riesgos.
Desde 1992, ha trabajado como periodista, y es fundadora y editora de Pasos de Animal Grande, un diario en línea que es el único que documenta los abusos de derechos humanos en Honduras, como manera de dar más visibilidad a su trabajo, y evitar la censura en su país. 
En 2012, se incorporó como miembro del Comité de Familias de Detenidos y Desaparecidos en Honduras (COFADEH). En 2016, Meza informó sobre el asesinato de la activista medioambiental Berta Cáceres.

### Amenazas
La naturaleza del trabajo de Meza es tal que ella y su familia han afrontado múltiples amenazas de violencia y acoso, incluyendo amenazas explícitas de violencia sexual. En 2006, después de que su medio en línea Revistazo hubiera investigado violaciones a los derechos humanos por parte de las compañías privadas de seguridad de Horduras, Dionisio Díaz García, un abogado de la revista, fue disparado y asesinado. En 2013, las amenazas a su seguridad le llevaron a pasar cinco meses en el exilio. Entre enero y octubre de 2015, Meza informó de 36 casos de amenazas a su seguridad.

## Reconocimientos
En 2007, Meza recibió el premio especial de Amnistía Internacional de Reino Unido para periodistas bajo amenaza. Unos años después, en 2014, fue galardonada con el premio Oxfam Novib/PEN International a la Libertad de Expresión.